# ایلی سین
ایلی سین (به انگلیسی: Ilhi Synn) یک دانشگاهی اهل کره جنوبی و رئیس دانشگاه Keimyung از ۱۹۸۸ تا ۲۰۰۴ و ۲۰۰۸ تا کنون است. او یک کالج کوچک را به یک دانشگاه بزرگ با بیش از ۲۴۰۰۰ دانشجو تبدیل کرد. در سال ۲۰۰۷، سین جایزه ملی کره برای یک عمر دستاورد را دریافت کرد. در سال ۲۰۱۱، سین به دلیل تعهدش به تقویت روابط کره و آلمان، نشان صلیب فرماندهی نشان شایستگی جمهوری فدرال آلمان را دریافت کرد.

## زندگی
او مدرک لیسانس خود را از کالج ترینیتی در سال ۱۹۶۲ دریافت کرد و در سال ۱۹۶۵ در دانشگاه هایدلبرگ عضو شد. او مدرک دکتری در زبان‌ها و ادبیات ژرمنی از دانشگاه پرینستون گرفت.